# Люми
«Люми» — советский художественный фильм, снятый в 1991 году.

## Сюжет
В лесу рядом с латышским хутором, где живёт поэт Янис с женой Ингой и маленькой дочкой Марианной, появилось страшное чудовище — огромный, больше 2-х метров ростом получеловек-полуволк (человек с лапами и головой волка, похож на человека пропорциями тела и конечностей, так же, как люди, ходит на 2 ногах). Маскируется под человека (ходит в человеческой одежде больших размеров), обладает разумом (понимает человеческую речь; хоть плохо, но говорит по-человечески; имеет музыкальный слух), нападает на людей, только если его распознали, как зверя, или если ему помешали. В старинных местных легендах его называют «Люми», являющимся в эти места из своей стаи раз в 100 лет. Прямо с передачи Сенкевича из Москвы на хутор приезжает в гости старый друг семьи с хутора Люми — охотник и учёный Валерий Гумперт, изучающий древний фольклор, связанный с европейскими преданиями и сказами о мифических человеко-волках, в том числе в пересказах Шарля Перро и Теодора Гофмана. У Охотника в свою очередь есть своя семейная легенда — о его прадеде Якове Гумперте, который охотился на Люми 100 лет назад и победил.
Оказывается, что легенды возникли далеко не на пустом месте…И Охотник, и Человеко-волк должны соблюдать определённый ритуал — Люми охотится именно на Красную Шапочку, поклоняется древним тотемным местам рядом с хутором Люми, Охотник приманивает Люми на красную шапочку, которую дарит дочери хозяев Марианне.
Сюжет развивается в комедийно-драматической манере: Инга давно охладела к Янису, и отвечает на ухаживания местного врача Иманта. При этом она тайно влюблена в Гумперта после давнишнего знакомства с ним и при первом же случае признаётся ему в своих чувствах, чем только мешает занятому охотой Гумперту. Мешает охоте и всё остальное окружение Охотника — Янис, ставший случайным свидетелем признаний Инги, устраивает сцены ревности, внося ещё большую неразбериху в ситуацию на хуторе. Мешает охоте и брат Инги пожарный инспектор Сигис, приняв Гумперта то ли за «лесного брата», то ли за уголовника, и Имант, даже используемый в качестве приманки полуволком Люми. Несмотря на все помехи, трагикомические и нелепые ситуации и неожиданные события, Гумперту удаётся уничтожить человеко-волка, впрочем, не последнего из своего рода.

## В ролях
| Актёр                 | Роль            |
| --------------------- | --------------- |
| Андрей Щербович-Вечер | Гумперт         |
| Александр Потапов     | Янис            |
| Вита Гребнева         | Марианна        |
| Надежда Бутырцева     | Инга            |
| Алексей Селивёрстов   | Имант           |
| Александр Мохов       | Сигис           |
| Капитолина Ильенко    | Эстер           |
| Алексей Малюков       | Люми            |
| Владимир Белоусов     | продавец оружия |
| Юрий Сенкевич         | телеведущий     |
| Вячеслав Родин        | водитель МАЗа   |
| Владимир Зимин        |                 |
| А. Топоров            |                 |

## Съёмочная группа
| Режиссёр                    | Владимир Брагин    |
| Сценарист                   | Владимир Брагин    |
| Оператор                    | Геннадий Сальников |
| Художник                    | Валерий Лукинов    |
| Композитор                  | Вениамин Баснер    |
| Продюсер                    | Виктор Голювинов   |
| Звукорежиссёр               | Виталий Морозов    |
| Монтаж                      | Светлана Десницкая |
| Художественный руководитель | Андрей Малюков     |